# Guewenheim
Guewenheim (en alsacià Gaiwene) és un municipi francès, situat a la regió del Gran Est, al departament de l'Alt Rin. L'any 2006 tenia 1.205 habitants.

## Demografia
| 1962 | 1968 | 1975 | 1982 | 1990  | 1999  |
| ---- | ---- | ---- | ---- | ----- | ----- |
| 758  | 778  | 833  | 877  | 1.140 | 1.176 |

## Administració
| Període | Identitat         | Partit |
| ------- | ----------------- | ------ |
| 2001-   | Jean-Luc Barberon |        |